# National Rugby League 1987
La New South Wales Rugby Football League de 1987 fue la 80.ª edición del torneo de rugby league más importante de Australia.

## Formato
Los clubes se enfrentaron en una fase regular de todos contra todos, los cinco equipos mejor ubicados al terminar esta fase clasificaron a la postemporada.
Se otorgaron 2 puntos por el triunfo, 1 por el empate y ninguno por la derrota.

## Desarrollo

### Tabla de posiciones
| Pos. | Equipo                        | Encuentros | Encuentros | Encuentros | Encuentros | Tantos | Tantos | Tantos | Puntos |
| Pos. | Equipo                        | PJ         | PG         | PE         | PP         | F      | C      | Dif    | Puntos |
| ---- | ----------------------------- | ---------- | ---------- | ---------- | ---------- | ------ | ------ | ------ | ------ |
| 1    | Manly-Warringah Sea Eagles    | 24         | 18         | 1          | 5          | 553    | 356    | +197   | 41     |
| 2    | Eastern Suburbs Roosters      | 24         | 15         | 1          | 8          | 390    | 353    | +37    | 35     |
| 3    | Canberra Raiders              | 24         | 15         | 0          | 9          | 441    | 325    | +116   | 34     |
| 4    | Balmain Tigers                | 24         | 14         | 1          | 9          | 469    | 349    | +120   | 33     |
| 5    | South Sydney Rabbitohs        | 24         | 13         | 1          | 10         | 310    | 342    | -32    | 31     |
| 6    | Canterbury-Bankstown Bulldogs | 24         | 13         | 0          | 11         | 353    | 316    | +37    | 30     |
| 7    | Parramatta Eels               | 24         | 12         | 0          | 12         | 417    | 411    | +6     | 28     |
| 8    | Cronulla-Sutherland Sharks    | 24         | 11         | 1          | 12         | 390    | 433    | -43    | 27     |
| 9    | St. George Dragons            | 24         | 10         | 2          | 12         | 394    | 409    | -15    | 26     |
| 10   | North Sydney Bears            | 24         | 11         | 0          | 13         | 368    | 401    | -33    | 26     |
| 11   | Illawarra Steelers            | 24         | 8          | 0          | 16         | 372    | 449    | -77    | 20     |
| 12   | Penrith Panthers              | 24         | 6          | 1          | 17         | 274    | 399    | -125   | 17     |
| 13   | Western Suburbs Magpies       | 24         | 5          | 2          | 17         | 339    | 527    | -188   | 16     |

|  | Postemporada. |

### Postemporada

#### Finales clasificatorias
| 5 de septiembre | Balmain Tigers | 12 - 15 | South Sydney Rabbitohs |  |  |

| 6 de septiembre | Eastern Suburbs Roosters | 25 - 16 | Canberra Raiders |  |  |

#### Semifinales
| 12 de septiembre | Canberra Raiders | 46 - 12 | South Sydney Rabbitohs |  |  |

| 13 de septiembre | Manly-Warringah Sea Eagles | 10 - 6 | Eastern Suburbs Roosters |  |  |

#### Final Preliminar
| 20 de septiembre | Eastern Suburbs Roosters | 24 - 32 | Canberra Raiders |  |  |

#### Final
| 27 de septiembre | Manly-Warringah Sea Eagles | 18 - 8 | Canberra Raiders | Sydney Cricket Ground, Sídney   |  |
|                  |                            |        |                  | Asistencia: 50.201 espectadores |  |

| Bandera de Australia               |
| Campeón Manly-Warringah Sea Eagles |
| Quinto título                      |